# Љубица (Кежмарок)
Љубица (слч. Ľubica) насељено је мјесто са административним статусом сеоске општине (слч. obec) у округу Кежмарок, у Прешовском крају, Словачка Република.

## Становништво
| Година:    | 1994. | 2004.    | 2014.    | 2024.   |
| ---------- | ----- | -------- | -------- | ------- |
| Број људи: | 3514  | 3947     | 4402     | 4482    |
| Разлика:   |       | +12,32 % | +11,52 % | +1,81 % |

| Година:    | 2023. | 2024.   |
| ---------- | ----- | ------- |
| Број људи: | 4475  | 4482    |
| Разлика:   |       | +0,15 % |

Према подацима о броју становника из 2011. године насеље је имало 4.280 становника.